# 呂凱 (東吳)
呂凱（生卒年不詳），廣陵海陵人，東吳大司馬呂岱之子。三國時東吳將領。
呂凱隨父從軍，吳大帝赤烏九年（246年），呂岱當上大將軍，拜呂凱為副軍校尉，監督駐蒲圻的軍隊。
會稽王太平元年（256年），呂岱逝世，呂凱承襲父親都鄉侯爵位，並遵從父親節葬的遺令安葬父親。